# Álex Mumbrú
Álex Mumbrú Murcia, né le 1er juin 1979 à Barcelone, est un joueur puis entraîneur espagnol de basket-ball. Pendant sa carrière de joueur, il évolue au poste d'ailier.

## Biographie
Lors de la saison 2013-2014, Mumbrú est nommé meilleur joueur de la Liga ACB lors des 2e (ex æquo avec Tibor Pleiss) et 26e journées.
Le 16 août 2024, il devient le nouveau sélectionneur de l'équipe d'Allemagne.

## Club
- Cantera SESE Barcelona.
- Joventut Badalona.
- 1997-1998 :  Sant Josep Badalona (EBA)
- 1997-1998 :  Joventut Badalona
- 1998-1999 :  Sant Josep Badalona (EBA)
- 1998-2002 :  Joventut Badalona
- 2002-2004 :  Real Madrid
- 2004-2006 :  Joventut Badalona
- 2006-2009 :  Real Madrid
- 2009-2018 :  CBD Bilbao

## Palmarès

### Club
- Champion d'Espagne : 2007
- Finaliste de la Coupe ULEB 2004
- Finaliste de la Coupe du Roi 1998

### Sélection nationale
- Jeux olympiques d'été de 2008
  -  Médaille d'argent.
- Championnat du monde masculin de basket-ball
  -  Médaille d'or au Championnat du monde de basket masculin 2006 au Japon
- Championnat d'Europe
  - 4e du Championnat d'Europe 2005 en Serbie-et-Monténégro
- autres
  - International espagnol depuis 2003
  - Médaille d'or des Jeux méditerranéens 2001

#### Distinctions personnelles
- Participation au All-Star Game de la Liga ACB en 2001
- Co-MVP de la 2e journée de la Liga en 2013-2014 (avec Tibor Pleiss) et MVP de la 26e journée[1].